# Miroslav Kostelka

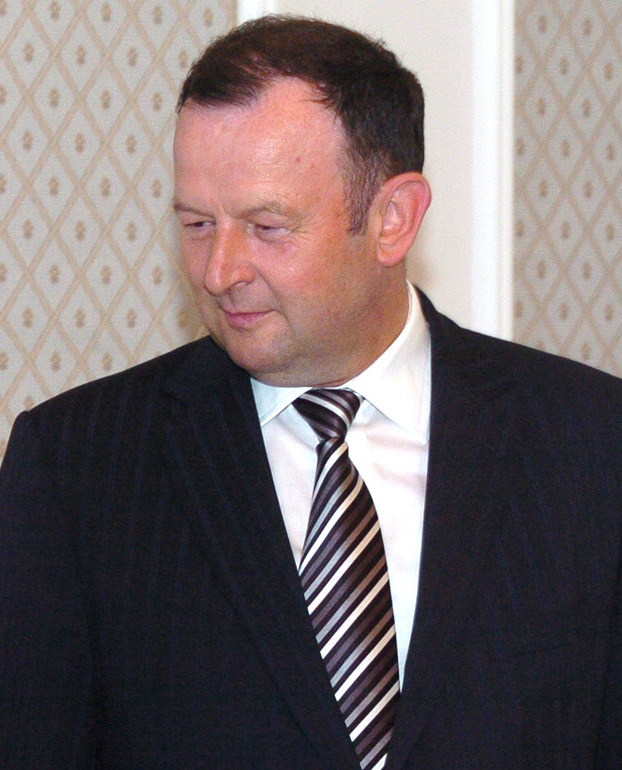
Miroslav Kostelka (2006)

Miroslav Kostelka (* 31. Januar 1951 in Františkovy Lázně) ist ein tschechischer Offizier im Rang eines Generalleutnants, Politiker und Diplomat. Er war von 2003 bis 2004 Verteidigungsminister in der Regierung Vladimír Špidla und danach vier Jahre lang Botschafter in Moskau.

## Leben
Kostelka studierte von 1969 bis 1974 Flughafentechnik an der Militärakademie in Brünn und von 1986 bis 1987 ein Aufbaustudium ebendort. Von 1996 bis 1997 absolvierte er das NATO Defence College in Rom.
Er begann seine militärische Laufbahn als Bataillonskommandeur. Von 1982 bis 1987 war er in der Flugabwehr eingesetzt, von 1987 bis 1992 stellvertretender Kommandeur der tschechischen Luftwaffe. Von 1998 bis 2002 war er Verteidigungsattaché an der Botschaft der Tschechischen Republik in Kanada. 2002 wurde Kostelka stellvertretender Chef des Generalstabs der Tschechischen Armee.
Nachdem er bereits seit 2003  erster stellvertretender Verteidigungsminister war, hatte er vom 9. Juni 2003 bis zum 4. August 2004 in der Regierung von Vladimír Špidla das Amt des Verteidigungsministers inne.
Von 2005 bis 2009 war Kostelka tschechischer Botschafter in Russland.